# Иво Санадер
Иво Санадер (предишно Ивица Санадер) е хърватски политик, роден в Сплит на 8 юни 1953 г.
Член е на Хърватска демократична общност и от 2003 до 2009 г. е министър-председател на Хърватия.
Санадер произхожда от набожно католическо семейство. Прекарва детските си години в Сплит. Следва в Рим и Инсбрук. Получава докторска степен по филология. В периода 1991 – 1992 г. е ръководител на театъра в Сплит. През 1992 г. е избран за член на хърватския парламент. В периода от 1993 до януари 2000 г. с незначително прекъсване е заместник министър на външните работи на Хърватия.
През 2000 г. е избран за председател на Хърватската демократична общност. След изборния успех на ХДО на парламентарните избори през 2003 г. Санадер става министър-председател през декември 2003 г.